# 烏江村
烏江村（からすえむら）は、かつて岐阜県養老郡に存在した村である。
現在の養老郡養老町烏江に該当する。
当村が成立した際は多芸郡の村であったが、郡制施行後、養老郡の村となっている。

## 歴史
- 1889年（明治22年）7月1日 - 町村制により烏江村が発足。
- 1897年（明治30年）4月1日[1] - 郡制に基づき多芸郡の一部と上石津郡が合併し、養老郡となる。当村は養老郡の村となる。
- 1897年（明治30年）4月1日 - 高田町と養老村の一部（旧･押越村）と合併し、改めて高田町が発足。同日烏江村は廃止。